# 10cc
10cc – angielska grupa muzyczna, grająca pop eksperymentalny oraz art rock, odnosząca największe sukcesy w latach 70. XX wieku.

## Historia
Trzech z późniejszych członków zespołu znało się od dzieciństwa: Graham Gouldman, Kevin Godley i Lol Creme działali w żydowskiej organizacji młodzieżowej Jewish Lads Brigade w Manchesterze. 
W połowie lat 60. Graham Gouldman, gitarzysta w zespołach The Mockingbirds i The Mindbenders, mimo młodego wieku był uznanym kompozytorem, autorem m.in. takich hitów, jak: For Your Love, Heart Full of Soul i Evil Hearted You (The Yardbirds), Look Through Any Window i Bus Stop (The Hollies) i No Milk Today, East West i Listen People (Herman’s Hermits). Eric Stewart, również występujący w The Mindbenders (m.in. wokal w przeboju „A Groovy Kind of Love”), był wtedy współwłaścicielem studia nagrań Strawberry Studios. Gdy dołączyli do nich Kevin Godley i Lol Creme, stworzyli w 1969 zespół muzyków studyjnych nagrywających reklamówki. Towarzyszyli również wykonawcom nagrywającym w studio i z rzadka nagrywali własne utwory. Gdy w Strawberry nagrał płytę powracający do sławy Neil Sedaka (Solitaire, luty–marzec 1972) zasugerował muzykom założenie własnego zespołu. Tak w 1972 powstało 10cc. 
Po kilku latach sukcesów zespół rozpadł się w 1976, kiedy Godley i Creme odeszli, aby założyć własną formację, Godley & Creme i promować, wynaleziony przez siebie, efekt gitarowy gizmotron. Przez następne lata pozostali dwaj muzycy kontynuowali karierę pod dotychczasową nazwą, dobierając różnych współpracowników i wydając z rzadka płyty. 
Eric Stewart był producentem grupy Sad Café oraz Agnethy Fältskog z ABBY, współpracował także z Paulem McCartneyem. Graham Gouldman produkował nagrania Ramones, a następnie, razem z Andrew Goldem, założył zespół Wax. Grupa w pierwotnym składzie zeszła się ponownie w studiu nagraniowym w roku 1992, ale album wtedy nagrany odniósł umiarkowany sukces. Zespół przestał istnieć w 1995, a w 1999 roku został reaktywowany.
Grupa gościła w Polsce w 1979, kiedy wystąpiła w programie telewizyjnym Studio 2.

## Dyskografia
- 10cc (1973)
- Sheet Music (1974)
- The Original Soundtrack (1975)
- How Dare You! (1976)
- Deceptive Bends (1977)
- Bloody Tourists (1978)
- Look Hear? (1980)
- Ten Out of 10 (1981)
- Windows in the Jungle (1983)
- ...Meanwhile (1992)
- Mirror Mirror (1995)

## Największe przeboje
- 1972: „Donna”
- 1973: „Rubber Bullets”
- 1975: „I’m Not in Love”
- 1976: „I’m Mandy Fly Me”
- 1977: „The Things We Do For Love”
- 1978: „Dreadlock Holiday”

## Pierwotny skład
- Graham Gouldman – wokal, gitara basowa
- Eric Stewart – wokal, gitara
- Kevin Godley – wokal, perkusja, instrumenty klawiszowe
- Lol Creme – wokal, gitara, instrumenty klawiszowe